# Chadžimurad Magomedov
Chadžimurad Magomedov (rusky Хаджимурад Магомедов) nebo (anglicky Khadzhimurad Magomedov), (* 24. února 1974 v Machačkale, Dagestán, Sovětský svaz) je bývalý ruský zápasník – volnostylař dagestánské (avarské) národnosti, olympijský vítěz z roku 1996.

## Sportovní kariéra
Volnému stylu se začal věnovat v 11 letech pod vedením Ramadzana Chusejnova. Byl členem policejního klubu Dinamo v Machačkale. V roce 1995 se dostal do seniorské ruské reprezentace pod vedením Anvara Magomedgadžijeva. V roce 1996 využil hluchého období ruské střední váhy a zajistil si nominaci na olympijské hry v Atlantě. Na olympijských hrách neohroženě postupoval turnajem až do finále, ve kterém se utkal s Korejcem Čang Hjong-moem. Vyrovnané finále rozhodl v prodloužení a získal zlatou olympijskou medaili. Po olympijských hrách si ho stáhnul z Machačkaly do armádního klubu CSKA v Moskvě trenér Šavele Nusujev. Postupně mu však vyrostla do střední váhy mladá generace volnostylařů. V roce 2000 prohrál nominaci na olympijské hry v Sydney s Adamem Sajtijevem. Sportovní kariéru ukončil v roce 2005. Žije v Moskvě a věnuje se trenérské práci.

## Výsledky
| Turnaj             | 1996         | 1997         | 1998         | 1999         | 2000         | 2001         |
| Turnaj             | 22           | 23           | 24           | 25           | 26           | 27           |
| Turnaj             | střední váha | střední váha | střední váha | střední váha | střední váha | střední váha |
| ------------------ | ------------ | ------------ | ------------ | ------------ | ------------ | ------------ |
| Olympijské hry     | 1.           |              |              |              | —            |              |
| Mistrovství světa  |              | 4.           | 4.           | 2.           |              | 1.           |
| Mistrovství Evropy | 3.           | 1.           | —            | —            | —            | —            |